# مارك سايكس (لاعب كرة قدم)
مارك سايكس (بالإنجليزية: Mark Sykes)‏ هو لاعب كرة قدم بريطاني في مركز الوسط، ولد في 4 أغسطس 1997 في أيرلندا الشمالية في المملكة المتحدة. لعب مع أكسفورد يونايتد.

## وصلات خارجية
- مارك سايكس (لاعب كرة قدم) على موقع الاتحاد الأوربي (الإنجليزية)
- مارك سايكس (لاعب كرة قدم) على موقع قاعدة بيانات كرة القدم.إي يو (الإنجليزية)
- مارك سايكس (لاعب كرة قدم) على موقع Soccerway.com (الإنجليزية)